# Ali Usman Taha
Ali Usman Muhammad Taha (arab. علي عثمان محمد طه; ur. w 1944) – sudański polityk, w latach 1995–1998 minister spraw zagranicznych, w latach 1998–2005 i 2011–2013 wiceprezydent Sudanu, w latach 2005–2011 drugi wiceprezydent Sudanu.

## Życiorys
Taha jest absolwentem Uniwersytetu Chartumskiego na wydziale prawa. Po ukończeniu studiów założył własną biuro prawne. W latach 80. został nominowany sędzią i został członkiem rządu sudańskiego.
Taha był odpowiedzialny za rozwój kryzysu w Darfurze w latach 2003 i 2004. Liderzy społeczności darfurskich oskarżały Tahę o osobiste powiązania z Musą Hilalem i wpływ na uwolnienie go z więzienia w 2003. Rząd udzielał szerokiego wsparcia dżandżawidom i było ono koordynowane przez Tahę. Taha mówił dżandżawidom: „Nie chcę ani jednej wioski ludu Zurga w Darfurze. Wszystkie ziemie Zurga są wasze”. Jeden ze świadków ataku na miasto Kyla zeznał, że napastnicy śpiewali: „Wywyższaj imię Allaha, nasze rozkazy pochodzą od Alego Usmana Tahy”.
Ali Usman Taha jest wymieniony kilkukrotnie we wniosku o aresztowanie prezydenta Umara al-Baszira, wydanym przez Luisa Moreno Ocampo, prokuratora Międzynarodowego Trybunału Karnego (ICC).